# Anicio Auchenio Basso (console 431)
Flavio Anicio Auchenio Basso (in latino Flavius Anicius Auchenius Bassus; fl. 425-435) è stato un politico romano di età imperiale.

## Biografia
Apparteneva alla nobile gens Anicia ed era probabilmente figlio di Anicio Auchenio Basso, console del 408.
Nel 425 ricopriva la carica di comes rerum privatarum alla corte d'Occidente; l'anno successivo era prefetto del pretorio, forse d'Italia.
Nel 431 fu console, scelto dalla corte occidentale e con Flavio Antioco come collega. Nel 435 ricoprì per la seconda volta la carica di prefetto del pretorio d'Italia.
Avanzò un'accusa di stupro di una vergine consacrata contro il vescovo Sisto III di Roma; quando l'imperatore Valentiniano III] venne a conoscenza di queste accuse, ordinò la convocazione di un sinodo, durante il quale le accuse furono esaminate e Sisto fu scagionato da 56 vescovi.